# Kanton Maripasoula
Kanton Maripasoula is een kanton van het Franse departement Frans-Guyana. Kanton Maripasoula maakt deel uit van het arrondissement Saint-Laurent-du-Maroni en telt 17.783 inwoners (2007). Het kanton is met een oppervlakte van 29.606 km² het grootste van heel Frankrijk, en is ongeveer even groot als België.

## Gemeenten
Het kanton Maripasoula omvat de volgende gemeenten:
- Apatou
- Grand-Santi
- Maripasoula (hoofdplaats)
- Papaichton
- Saül